# Lega Pro Seconda Divisione
La Seconda Divisione della Lega Pro è stata la competizione minore organizzata dalla Lega Italiana Calcio Professionistico, già Lega Professionisti Serie C, per trentasei stagioni dal 1978 al 2014, e ha rappresentato il quarto livello del campionato italiano di calcio al di sopra della Serie D. Inizialmente chiamata Serie C2, solo nelle sue ultime sei edizioni la manifestazione assunse il nome di Seconda Divisione, sebbene la FIGC avesse ufficialmente usato questa denominazione fin dal principio. Tutte le squadre della categoria disputavano la Coppa Italia di Serie C, mentre solo pochissime, determinate con criteri mutevoli di stagione in stagione, avevano l'opportunità di gareggiare anche nella Coppa Italia della Lega Nazionale Professionisti.
La Serie C2 era nata nel 1978 a seguito della scissione della Serie C, e fino al 1991 vedeva in lizza 72 club suddivisi su criteri geografici in quattro gironi da 18 squadre. Nell'edizione 1991-1992 le società furono ridotte a 60, divise in tre gironi da 20. Dal 1992 al 2010 invece, il torneo vedeva in lizza 54 squadre suddivise in tre gironi da 18. Nel 2010-2011, a causa del primo blocco dei ripescaggi volto a ridurre la categoria che cominciava a dar ampi segni di affanno economico, le società si ridussero a 49 suddivise in tre gironi, uno da 17 e due da 16 squadre. Nel 2011-2012 si scese a 41 club e a due soli gironi, uno da 20 e l'altro da 21. Nella stagione successiva si scese ulteriormente a 36 squadre, con due gironi da 18. La categoria è stata soppressa al termine dell'edizione 2013-2014 nell'ambito della riforma della Lega Pro, con il ritorno alla formula della Serie C.

## Storia
La Serie C2 fu il frutto della riforma del settore semiprofessionistico che la FIGC decise di liquidare per evitare ambiguità nel trattamento economico dei calciatori. La ripartizione venne fatta in parti uguali: se nell'assetto in essere fino al 1978 la Lega Nazionale Semiprofessionisti organizzava dodici gironi, ossia tre di Serie C e nove di Serie D, nel nuovo regime si sarebbero creati sei raggruppamenti professionistici ed altrettanti dilettantistici. Per garantire l'ordine piramidale, i gruppi professionistici furono ripartiti in due distinte categorie, frazionando la Serie C su due livelli, uno con due gironi e l'altro con quattro, realizzati in base a criteri geografici da nord a sud.
I gironi furono composti da 18 squadre ciascuno, con le prime due classificate di ogni girone che venivano promosse in Serie C1, e le ultime tre classificate di ogni gruppo venivano retrocesse in Serie D, che dal 1981-82 diventò il Campionato Interregionale.
La stagione 1990-91 portò all'attuazione di una riforma volta a ridurre da quattro a tre i gironi. Al termine di quel torneo, infatti, le retrocessioni dai vari gironi nell'Interregionale passano da 12 a 18, e precisamente le ultime quattro di ogni girone più le due perdenti di uno spareggio tra le quintultime classificate.
Nel 1991-92 i gironi furono tre, composti da 20 squadre ciascuno: furono sempre due per ogni raggruppamento le promozioni in C1, ma le retrocessioni diventarono 11 (tre per ogni girone più le due perdenti di uno spareggio fra le quartultime classificate). Questa nuova modifica, armonizzata con quella messa in atto per la categoria inferiore, portò così a tre gironi da 18 squadre ognuno, che prevedevano due promozioni e tre retrocessioni.
Per la stagione 2004-05, a seguito dei fallimenti e delle vicende giudiziarie di moltissime società, nonché di una nuova riforma dei campionati, si provvedette a portare il girone B della Serie C2 a 20 squadre, per un totale di 56 società; ma si trattava comunque di una soluzione decisamente provvisoria, tanto che già nella stagione successiva la situazione fu riportata alla normalità, con i tre gironi tutti a 18 squadre.
Dalla stagione 2008-09, la Lega di Serie C ha cambiato il suo nome in Lega Pro, e conseguentemente il campionato ha abbandonato il vecchio nome di Serie C2 a favore di Seconda Divisione. Con deliberazione n° 64 del 9 ottobre, la FIGC aveva deciso il blocco dei ripescaggi dalla Serie D, prospettando per l'estate del 2009 una riforma della categoria nel senso di una riduzione degli organici. Tale misura fu poi revocata, salvo essere riesumata nel 2011 dopo le mancate iscrizioni di molte squadre e il basso numero di ripescaggi richiesti. Il comunicato n° 159 del 29 aprile, infatti, disegnò un campionato composto da soli due gironi da 20 squadre ciascuno, salvo poi portare il secondo girone a 21 dopo il reintegro del Catanzaro. Mentre un nuovo blocco dei ripescaggi ha riportato i gironi a 18 squadre nel 2012.

## Formula
Il regolamento per la stagione 2012-2013 prevedette, per l'ultima volta, la promozione in Prima Divisione di sei squadre, tre per girone: le prime due accedettero direttamente alla categoria superiore mentre il meccanismo dei play-off interessò otto squadre classificatesi dalle terze alle seste posizioni. Nel 2013-2014, per consentire la riforma, tutte le 18 società che non sono retrocesse in Serie D sono state ammesse al nuovo campionato unico gestito dalla Lega Pro.
Nel 2012-2013 per l'ultima volta retrocessero nove squadre in Serie D: le ultime tre classificate di ciascun girone, le perdenti dei play-out tra quart'ultima e quint'ultima e la perdente della sfida tra le vincenti dei play-out dei due gironi; in pratica quattro per girone più la perdente del play-out intergirone.

### La riforma
Il 21 novembre 2012 il Consiglio Federale della FIGC ha approvato la riforma dei campionati di Lega Pro a partire dalla stagione 2014-2015.
Il nuovo formato ha previsto un passaggio da 69 squadre a 60, con una divisione unica suddivisa in tre gironi da 20, ragion per cui:
- per la Prima Divisione 2013-2014 non è stata prevista alcuna retrocessione: le 29 squadre non promosse in Serie B sono state ammesse al nuovo campionato; per salvaguardare la competitività, i play-off sono stati ampliati a otto squadre per girone (dalla seconda alla nona classificata), con quarti di finale in gara unica (in casa delle meglio piazzate) e semifinali e finale con gare di andata e ritorno.
- per la Seconda Divisione 2013-2014 non è stata prevista alcuna promozione, mentre vi sono state ben 18 retrocessioni (a fronte delle 9 usuali) in Serie D: retrocesse direttamente le ultime 6 per ognuno dei due gironi ed altre 3 retrocesse, per girone, determinate tramite play-out. Le 18 squadre non retrocesse sono state ammesse al nuovo campionato di Lega Pro: non essendoci alcun vantaggio sportivo nel classificarsi nelle prime posizioni, per salvaguardare la competitività, sono stati previsti montepremi in denaro.

A completare gli organici della Lega Pro vi sono state le 4 retrocesse dalla Serie B 2013-2014 e le 9 promosse dalla Serie D 2013-2014. A partire dalla nuova stagione in Lega Pro ci sono quattro promozioni in Serie B, ossia le vincitrici dei tre gironi alle quali si aggiunge la vincente dei play-off disputati dalle seconde e le terze classificate nonché le due migliori quarte, e nove retrocessioni in Serie D secondo il vecchio regolamento della Serie C2.
Nell'ultima edizione disputata i requisiti d'iscrizione erano di 600.000 euro di fideiussione, la capienza minima degli stadi doveva essere di almeno 3000 spettatori, il budget finanziario era controllato trimestralmente e ogni sconfinamento doveva essere coperto entro 30 giorni dall'accertamento. Inoltre l'Assocalciatori (AIC) ha ottenuto la cancellazione dell'obbligatorietà dell'utilizzo dei due giovani dal 2013-2014.

## Squadre partecipanti
Sono 338 i club che hanno preso parte alle 36 edizioni della Serie C2/Lega Pro Seconda Divisione giocate dal 1978-1979 al 2013-2014.
- 24 volte:  Pergolettese,  Pro Vercelli
- 23 volte:  Olbia
- 21 volte:  Legnano,  Novara,  Teramo
- 19 volte:  Pavia,  Pro Patria
- 18 volte:  Catanzaro,  Fano,  Giulianova,  Montevarchi,  Pontedera,  Prato,  Vigor Lamezia
- 17 volte:  Alessandria,  Forlì,  Gubbio,  Mantova,  Poggibonsi,  Rimini,  Turris
- 16 volte:  Frosinone,  Torres
- 15 volte:  Chieti,  Latina,  Mestre,  Potenza
- 14 volte:  Carrarese,  Civitanovese,  Lecco,  Maceratese,  Ospitaletto,  Sassuolo
- 13 volte:  Cavese,  Gela,  Igea Virtus,  Virtus Lanciano,  Martina,  Pro Sesto,  Savona,  Tempio,  Varese,  Vis Pesaro
- 12 volte:  Biellese,  Bisceglie,  Casale,  Fidelis Andria,  Giorgione,  Lodigiani,  Matera,  Monopoli,  Viareggio,  Vogherese
- 11 volte:  Avezzano,  Bellaria Igea Marina,  Brindisi,  Juve Stabia,  Massese,  Melfi,  Montichiari,  Pordenone,  Ravenna,  San Marino,  Sangiovannese,  Sorrento,  Trapani,  Valenzana
- 10 volte:  Benevento,  Celano,  Centese,  Civitavecchia,  Derthona,  Siracusa,  Spezia,  Südtirol,  Pro Vasto,  Venezia
- 9 volte:  Castel di Sangro,  Castelnuovo,  Fasano,  Giugliano,  Jesina,  L’Aquila,  Marsala,  Nocerina,  Rondinella Marzocco,  Savoia,  Solbiatese,  Trento
- 8 volte:  Astrea,  Baracca Lugo,  Battipagliese,  Cecina,  Cuneo,  Formia,  Francavilla,  Gualdo,  Lucchese,  Messina,  Palmese,  Ponsacco,  Sanremese,  Siena,  Soccer Trani,  Treviso,  Viterbese
- 7 volte:  Alcamo,  Bassano,  Castrovillari,  Cittadella,  Crotone,  Ercolanese,  Fanfulla,  Fiorenzuola,  Grosseto,  Imolese,  Imperia,  Livorno,  Omegna,  Paganese,  Rende,  SPAL,  Suzzara
- 6 volte:  Acireale,  Afragolese,  Aversa Normanna,  Campobasso,  Carbonia,  Carpenedolo,  Cassino,  Castel San Pietro,  Cerretese,  CuoioCappiano,  Foligno,  Ischia,  Lumezzane,  Montebelluna,  Osimana,  Ragusa,  Rhodense,  Riccione,  Sandonà,  Sangiuseppese,  Sora,  Triestina,  Valdagno,  Vibonese
- 5 volte:  Akragas,  Altamura,  Ancona,  Asti,  Banco di Roma,  Barletta,  Carpi,  Casertana,  Cattolica,  Cisco Roma,  Conegliano,  Cosenza,  Foggia,  Frattese,  Giacomense,  Ivrea,  Leffe,  Leonzio,  Licata,  Meda,  Mira,  Molfetta,  Monselice,  Montecatini,  Monza,  Nola,  Oltrepò,  Palazzolo,  Pistoiese,  Pro Italia Galatina,  Puteolana,  Sansovino,  Taranto,  Ternana,  Tolentino,  Atletico Tricase,  Virescit Boccaleone,  Virtus Entella
- 4 volte:  Albanova,  ALMAS,  Aosta,  Canavese,  Casarano,  Catania,  Cesenatico,  Cremonese,  Cuoiopelli,  Faenza,  Gavorrano,  Isola Liri,  Mezzocorona,  Nardò,  Orceana,  Padova,  Pievigina,  Pizzighettone,  Portogruaro,  Renate,  Rodengo Saiano,  Sambonifacese,  Sant'Elena,  Sarzanese,  Seregno,  Sorso,  Vigor Senigallia,  Vittoria
- 3 volte:  Adriese,  Aglianese,  Angizia Luco,  Aprilia,  Arzanese,  Brescello,  Canicattì,  Cerveteri,  Chievo,  Fermana,  Fondi,  Gladiator,  Isernia,  Manfredonia,  Milazzo,  Nissa,  Noicattaro,  Nuorese,  Perugia,  Pisa,  Pro Cisterna,  Pro Gorizia,  Real Marcianise,  Reggiana,  Rovigo,  Stasia,  Sant'Angelo,  Santarcangelo,  Saronno,  Scafatese,  Squinzano,  Val di Sangro
- 2 volte:  Albese,  Alghero,  Arezzo,  Arona,  Belluno,  Bolzano,  Borgo a Buggiano,  Casatese,  Casoria,  Castiglione,  Città di Castello,  Colligiana,  Crociati Noceto,  Elpidiense,  Feralpisalò,  Gallipoli,  Giarre,  Grumese,  Iperzola,  Itala San Marco,  Juventus Domo,  LVPA Frascati,  Modica,  Neapolis,  Ostia Mare,  Pescina VG,  Reggina,  Rieti,  Rosetana,  Sacilese,  Sambenedettese,  Sangiustese,  Sansepolcro,  Telgate,  Thiene,  Tivoli,  Valdiano 85,  Villacidrese
- 1 volta:  Adelaide Nicastro,  Albinese,  AlbinoLeffe,  Alzano Virescit,  Atletico Catania,  Audace SME,  Aurora Desio,  Avellino,  Boca San Lazzaro,  Borgosesia,  Bra,  Brembillese,  Cairese,  Calcio Caravaggese,  Campania,  Casalotti,  Castel Rigone,  Città di Jesolo,  Como,  Crevalcore,  Cynthia,  Delta Porto Tolle,  Ebolitana,  Enna,  Figline,  Fiorentina[10],  Gioiese,  Gioventù Brindisi,  HinterReggio,  Ilvamaddalena,  Juventina Gela,  La Palma,  Modena,  Moncalieri,  Atletico Morro d'Oro,  Palermo,  Paternò,  Piacenza,  Pietrasanta,  Poggese,  Pomezia,  Pro Belvedere,  Real Vicenza,  Russi,  Rutigliano,  Salernitana,  Saviglianese,  Terranova Gela,  Tritium,  Tuttocuoio,  Vallée d'Aoste,  Vico Equense,  Vigevano,  Virtus Verona

## Statistiche
La Pergolettese ha realizzato il maggior numero di partecipazioni consecutive, 19 dal 1980-1981 al 1998-1999.
L'ultima serie più lunga di partecipazioni consecutive a questa categoria, prima della soppressione della stessa, appartiene al Bellaria e al Melfi, entrambe a quota 11 dal 2003-2004 al 2013-2014; quest'ultima stagione si è poi conclusa comunque con la retrocessione dei romagnoli che in ogni caso si sarebbero fermati ad 11, mentre i lucani hanno ottenuto l'ammissione (con il 5º posto finale) al nuovo campionato di Lega Pro unificata.
Miglior marcatore, che detiene il record nella categoria, è Giordano Fioretti con 33 reti nel Gavorrano 2011-2012.